# (32292) 2000 QR8
2000 QR8 (asteroide 32292) é um asteroide da cintura principal. Possui uma excentricidade de 0.12653030 e uma inclinação de 1.79811º.
Este asteroide foi descoberto no dia 24 de agosto de 2000 por Crni Vrh em Crni Vrh.